# Madonna delle Torri
La Madonna delle Torri è un dipinto a tempera e olio su tavola (122x157 cm) di Bramantino, databile al 1505-1519 circa e conservato nella Pinacoteca Ambrosiana a Milano.

## Storia
L'opera, già nella chiesa di San Michele alla Chiusa, si trova nel museo dal 1872, su donazione di Lodovico Melzi d'Eril. Alcune aggiunte seicentesche si trovano nel cielo e nelle torri dietro gli angeli. Una cornice tripartita aveva modificato l'aspetto dell'opera, ma è stata rimossa nel 1956. La datazione è discussa, e oscilla tra il 1505 e il 1519.

## Descrizione e stile
L'opera risale a dopo il rientro di Bramantino da Roma, quando sviluppò un senso particolare per le quinte architettoniche, ben evidenti in questa sacra conversazione in cui gli edifici ben squadrati seguono il ritmo dei personaggi in primo piano. La presenza delle numerosi torri ha suggerito la denominazione convenzionale di "Madonna delle Torri".
Su un semplice seggio squadrato, coperto da un telo rosso, Maria sta seduta col Bambino in grembo, tra due angeli simmetrici e i santi Ambrogio e Michele arcangelo di profilo in preghiera. Ai piedi dei due santi si trovano due nemici sconfitti: Ario per Ambrogio e un demone (fatto come un rospo dotato di gambe) per Michele, simbolo del male vinto. Il corpo dell'eretico spicca per la disposizione in scorcio che conferma gli interessi per la geometria e l'anatomia di Bramantino. Maria si protende per conferire ad Ambrogio la palma del martirio stilizzata, un dettaglio di difficile interpretazione simbolica, poiché il santo non subì il martirio; forse potrebbe trattarsi, più verosimilmente, di una penna da scrivano. Il Bambino invece si sporge per afferrare un'animula che Michele gli porge.
La tavolozza predilige i colori chiari; i rimandi classici sono legati ad esempi toscani e romani.